# 环戊二烯基三氯化锆
环戊二烯基三氯化锆是一种有机锆化合物，化学式为(C5H5)ZrCl3。它是潮湿敏感的白色固体，具有聚合物结构。它可由二氯化二茂锆的氯化反应制得。它难溶于非极性溶剂，可以在碱性配体的存在下形成加合物而溶解。